# 马利克·蒂尔曼
马利克·蒂尔曼（德語：Malik Tillman，2002年5月28日—）是一位德國裔美国足球运动员，自2015年起加盟拜仁慕尼黑青训营，现効力德甲球隊利華古遜，司职中场，也可胜任前锋和中场的多个位置。在国家队层面上，他先是效忠于其父亲的出生国美国，之后才决定加入德国足协的各级国青队。

## 俱乐部生涯
马利克·蒂尔曼出生于纽伦堡，其母亲是德国人，父亲则是来自美国的驻德美军成员。由于父母早年离异，从此母亲便独自抚养了马利克及其年长三岁的哥哥蒂莫西。三人在菲尔特定居，于是马利克便如同其长兄一样，在当地郊外的俱乐部齐恩多夫开启了足球生涯。他后来也跟随长兄的步伐，为格罗伊特菲尔特的青年队效力。2015年夏天，时年16岁的蒂莫西进入了德国大俱乐部的视野，他不仅转投至拜仁慕尼黑青训营，母亲也在慕尼黑谋得工作，使马利克也得以加入拜仁少年队。
在拜仁的U-14梯队，马利克在前奥地利国脚哈拉德·策尼的指导下与U-15梯队作赛，大部分时间都能出现在首发阵容，但也经常被替换下场。在U-14巴伐利亚联赛南区的赛季中，他主要司职正中场，并仅射入1球，只能随球队位居积分榜中游。在主教练策尼未获续约的情况下，马利克于接下来的赛季升入U-15梯队，并参加级别更高的U-15巴伐利亚地区联赛。他在那里共获得9次出场机会，并在整个赛季中都担任球队队长。然而，球队在德国南部的竞争中明显落后，尤其是不如实力强大的斯图加特。2017年春季，马利克升入U-16梯队，但仅参加了数场比赛。自同年夏天开始，他刚满15岁，便已经是U-17梯队在德国17岁以下足球甲级联赛中不可或缺的一员。凭借赛季中的3个入球，马利克帮助拜仁和时任主教练霍尔格·塞茨在南/西南区领先于斯图加特，从而晋级德国17岁以下足球锦标赛决赛圈。在这项赛事的半决赛中，拜仁凭借绝对实力碾压了RB莱比锡；但在决赛中，马利克则在与年仅13岁的“神童”的对决中败下阵来，以2比3的比分不敌普鲁士多特蒙德。
在接下来的赛季中，马利克在新任主教练米罗斯拉夫·克洛泽的率领下，起初继续为U-17梯队效力。作为球队领袖，他此时较去季更具进攻性，于14场联赛中射入12球。因此到了2019年春季，年仅16岁的蒂尔曼便经常代表U-19梯队参加德国19岁以下足球甲级联赛。季末，他跟随U-17梯队再次闯入了德国17岁以下足球锦标赛决赛圈，但在半决赛即遭实力异常强大的科隆所淘汰。
至2019-20赛季，马利克终于正式升入U-19梯队，并在那里主要司职中锋，因为他同时拥有1.86米的身高和强壮的体魄——即便他更喜欢在中场踢球，就像他非常欣赏的法国国脚暨世界冠军一样。跟随U-19青年队，马利克也参加了欧洲青年联赛。然而，球队在对阵萨格勒布迪纳摩的八分之一决赛中便遭淘汰，于联赛也提前结束了征程：随着新冠病毒疫情蔓延至青少年赛事，该赛季先是被中断，并最终腰斩。在赛事取消时，拜仁U-19正位居榜首，而马利克也以17场比赛射入13球的成绩排在射手榜头名。
不同于青年联赛，职业联赛的赛季从2020年5月开始恢复。马利克继年初的热身赛为拜仁一线队上阵和代表业余队（二队）参加德丙联赛后，自6月9日起继续作为业余队的中锋出场。在闭门作赛的背景下，他通常都能首发出场，于8场比赛中射入5球——全部5球都是决定性入球，包括以3比2战胜瓦德霍夫曼海姆的两球、2比1击败卡尔蔡司耶拿的两球以及在绿森林体育场以2比1战胜同城死敌的制胜球。因此，马利克为拜仁二队最终夺得德丙冠军作出了重大的贡献。2020年8月，当拜仁一线队在征战3月因故中断的欧冠赛季时，马利克于对阵切尔西的十六强次回合比赛中登场，完成一线队正式比赛首秀。
在接下来的一段时间里，马利克也曾多次入选一线队大名单，但在球场上，他更多的只是与业余球员一起参加自9月中旬开始德丙新赛季。10月初，他因在二队主场对阵德累斯顿迪纳摩的比赛中十字韧带撕裂，需要缺阵整个赛季。在多名球员晋身更高级别而无法得到合适替代的情况下，业余队继征战了两年的德丙联赛、并在去季勇夺冠军之后，黯然降入第四级别的巴伐利亚地区联赛。
伤愈复出后，马利克于2021-22赛季在拜仁新任主教练尤利安·纳格尔斯曼的带领，重返扩大化的一线队阵容。2021年8月底，这位时年19岁的前锋在德国足协杯首轮以12比0大胜不来梅的比赛中，于下半时替换托马斯·穆勒登场，并射入他在拜仁一线队的首球。2021年9月底，马利克与拜仁签署了他的第一份职业合同，期至至2024年6月30日届满。
2022年7月，马利克外借到蘇格蘭超級足球聯賽球隊流浪者直至賽季結束，而且有買斷選項。

## 国家队生涯
由于父母的国籍关系，马利克·蒂尔曼有资格代表两个国家的国青队参赛。2016年6月，即刚满14岁后不久，蒂尔曼便首次入选美国U-15国家队，并随队前往克罗地亚首都萨格勒布参加一项锦标赛。就在首场对阵黑山的比赛第一分钟，他即助攻射入1球。然而，这次克罗地亚之旅是蒂尔曼唯一一次代表美国足协的青年队参赛。他的下一次国际比赛于不到一年后到来，即2017年5月15岁，尚不足15岁的他便入选德国U-15国家队对阵荷兰。之后直至2018年春天，蒂尔曼才再度获得为国征战的机会，代表德国U-16参加了3场比赛，然后自9月开始升入德国U-17国家队。他随队艰难地晋级至2019年5月在爱尔兰举行的欧洲U-17足球锦标赛决赛圈，但于分组赛阶段即遭淘汰，从而错过了在巴西举行的U-17世界杯的参赛资格。

## 成就
拜仁慕尼黑二队
- 德丙联赛冠军：2020年

拜仁慕尼黑
- 德国超级杯冠军：2020年
- 欧洲超级杯冠军：2020年[22]

 PSV恩荷芬
- 荷甲冠軍：2023-24、2024-25[23]賽季